# ロデリック・ミランダ
ロデリック・ジェフェソン・ゴンサルヴェス・ミランダ（ポルトガル語: Roderick Jefferson Gonçalves Miranda 、1991年3月30日 - ）は、ポルトガル共和国リスボン県オディヴェラス出身のプロサッカー選手。メルボルン・ビクトリーFC所属。ポジションは、DF。

## 経歴

### クラブ
地元クラブでプレーを始め、2000年に9歳でSLベンフィカのアカデミーに入団。入団後は各カテゴリーを順調にステップアップし、2009–10シーズンのタッサ・ダ・リーガでトップチームデビューを果たした。
その後はセルヴェットFC、デポルティーボ・ラ・コルーニャにレンタル移籍し経験を積んだが、トップチームに割って入ることは出来なかった。結局3シーズンでリーグ戦出場7試合・無得点に終わった。
2013年8月、リオ・アヴェFCに完全移籍。
2017年6月、チャンピオンシップのウルヴァーハンプトン・ワンダラーズFCと4年契約を結んだ。2018年7月11日、オリンピアコスFCに期限付き移籍。
2021年2月1日、ガズィアンテプBBに5か月の契約で移籍した。

## 所属クラブ
ユース
- オディヴェラスFC 1999-2000
- SLベンフィカ 2000-2010

プロ
- SLベンフィカ 2010-2013

→セルヴェットFC 2011-2012 (loan)
→デポルティーボ・ラ・コルーニャ 2012 (loan)
SLベンフィカB 2012-2013
- リオ・アヴェFC 2013-2017
- ウルヴァーハンプトン・ワンダラーズFC 2017-2021

→オリンピアコスFC 2018-2019 (loan)
→FCファマリカン 2019-2020 (loan)
- ガズィアンテプBB 2021
- メルボルン・ビクトリーFC 2021-

## 代表歴
- ポルトガルU-17
- ポルトガルU-18
- ポルトガルU-19
- ポルトガルU-20
  - 2011 FIFA U-20ワールドカップ

## タイトル
SLベンフィカ
- タッサ・ダ・リーガ: 2009–10, 2010-2011

ウルヴァーハンプトン・ワンダラーズFC
- EFLチャンピオンシップ: 2017-18